# الدوري الإسكتلندي الدرجة الرابعة 1987–88
الدوري الإسكتلندي الدرجة الرابعة 1987–88 هو موسم من الدوري الإسكتلندي الدرجة الرابعة ‏. فاز فيه Caledonian F.C. ‏.